# Kaba (opstandeling)

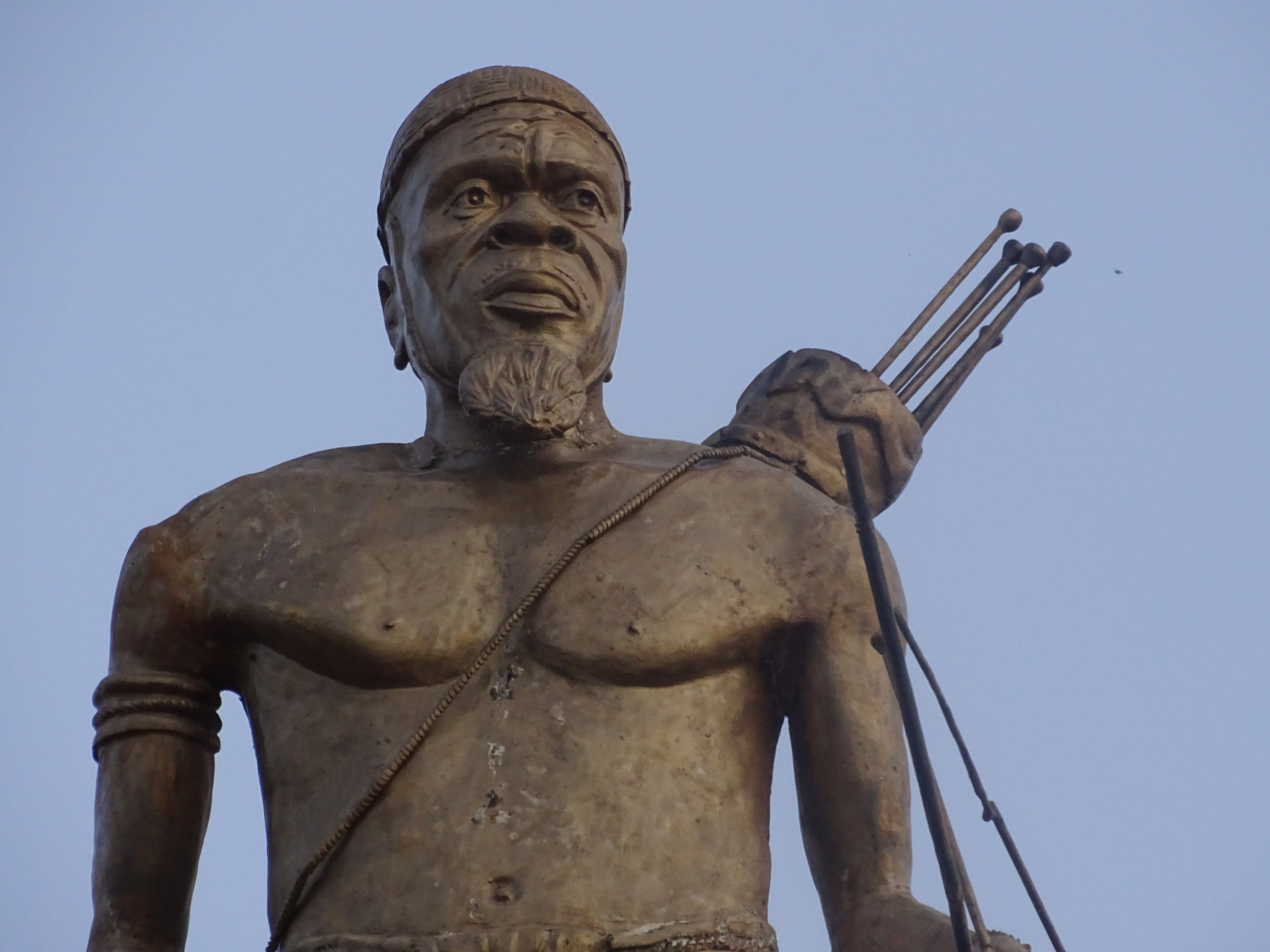
Standbeeld van Kaba op het museum van Natitingou

Kaba (overleden in 1917) was de leider van een opstand tussen 1914 en 1917 tegen de Franse koloniale macht in Atacora in Dahomey (het huidige Benin).

## Opstand
Kaba was van oorsprong een Natemba, een stam van de Gurma. Hij was naar verluidt het hoofd van het dorp Pélima. De opstand van Kaba vond plaats in het noordwesten van het huidige Benin, in het departement Atacora. Dit gebied was in 1896 bij de Franse kolonie Dahomey gevoegd maar de echte kolonisatie begon pas vanaf 1910.
Kaba wist in 1914 verschillende leiders van de lokale Somba voor zijn zaak te winnen. In de streek heerste onvrede over de gedwongen rekruteringen voor het Franse leger. In Europa en delen van Afrika woedde de Eerste Wereldoorlog en er was een grote vraag naar jonge mannen om dienst te nemen. Ook al beschikten ze enkel over pijl en boog, toch wist Kaba met zijn volgelingen de verbindingslijnen tussen Natitingou, de hoofdstad van Atacora, en de andere steden in de regio zoals Tanguiéta en Kouandé ernstig te verstoren. Tussen hun aanvallen verscholen Kaba en zijn mannen zich in het Atacoragebergte. Het koloniale bestuur in Natitingou kon de opstand van deze "onzichtbare" vijanden niet zelf de baas. Er werd daarom een speciaal militair detachement onder leiding van de Franse commandant Renard naar Atacora gestuurd. Mogelijk door verraad kwamen de Fransen achter de schuilplaats van Kaba, een grot in het oosten van het Atacoragebergte. In maart of begin april 1917 werd het leger van Kaba door dit detachement verslagen nabij Orou-Kayo. Kaba werd bij dit gevecht doorgeschoten samen met ongeveer 400 van zijn mannen. Bovendien werden 320 opstandelingen gevangen genomen. Aan Franse kant vielen drie doden en 27 gewonden.
Ook na de opstand van Kaba vonden er nog enkele kleinere opstanden plaats. Maar door de lokale leiders meer macht te gunnen, kon de Franse koloniale overheid het noordwesten van Dahomey toch onder controle krijgen.

## Betekenis
In het noorden van Dahomey vonden verschillende kleine opstanden plaats, maar de opstand van Kaba verspreidde zich over verschillende volkeren. Toch was de opstand niet algemeen. De Gurmanceba en de Notba namen niet deel, net als de islamitische handelaars uit de Hausa, de Zerma en de Yoruba. En de verliezen bij het Franse koloniale leger bleven ook beperkt. Er sneuvelden geen Fransen en maar enkele inheemse soldaten. De opstand van Kaba had als pervers gevolg dat de Somba wegens hun strijdvaardigheid nog meer gewild werden door de rekruteerders van het Franse leger.
Na de onafhankelijkheid van Benin en vooral in de jaren 1970 werd de opstand van Kaba uitvergroot door de lokale Somba-leiders. Een militaire basis in Natitingou werd naar Kaba genoemd en in de stad werden twee standbeelden voor hem opgericht. In 1975 werd Kaba uitgeroepen tot nationale held, net als koning Bèhanzin van Abomey en Bio Guera, een opstandeling uit Borgoe. Dit kaderde in de antikoloniale politiek van de toenmalige communistische regering van Benin.